# Nouveau complexe sportif Ali-Sami-Yen
Le Rams Park est un stade de football situé dans le district de Sarıyer à Istanbul, en Turquie. L'édifice est le domicile du Galatasaray SK en remplacement de son ancien stade Ali Sami Yen, qui était jugé trop petit pour un club de cette envergure.

## Histoire
Le chantier a démarré lors de la fin de l'année 2007 et a abouti en janvier 2011. Le match d'ouverture a lieu le 15 janvier 2011, le Galatasaray SK recevant l'Ajax d'Amsterdam.

## Événements
- 1er match officiel le 23 janvier 2011, contre Sivasspor.
- 1er victoire de Galatasaray SK 1-0, contre Sivasspor le 23 janvier 2011.
- 1er but inscrit par Servet Çetin a la 70e minute contre Sivasspor le 23 janvier 2011.
- 1er carton jaune pour Tomáš Rada joueur de Sivasspor, le 23 janvier 2011.
- 1er défaite le 18 mars 2011 Galatasaray contre Fenerbahçe 1-2.
- 1er carton rouge pour Milan Baroš lors du match Galatasaray-Fenerbahçe le 18 mars 2011 carton rouge sorti une fois le match terminé  .
- 1er match en coupe d'Europe contre SC Braga, défaite 2-0.
- 1er but en coupe d'Europe contre CFR Cluj, but de Burak Yilmaz
- 1re victoire en coupe d'Europe contre Manchester United, 1-0 but de Burak Yilmaz
- Concert de Madonna le 7 juin 2012 pour le MDNA Tour (guichet fermé)
- Coupe du monde de football des moins de 20 ans 2013

## Plan des places du Nef Stadium

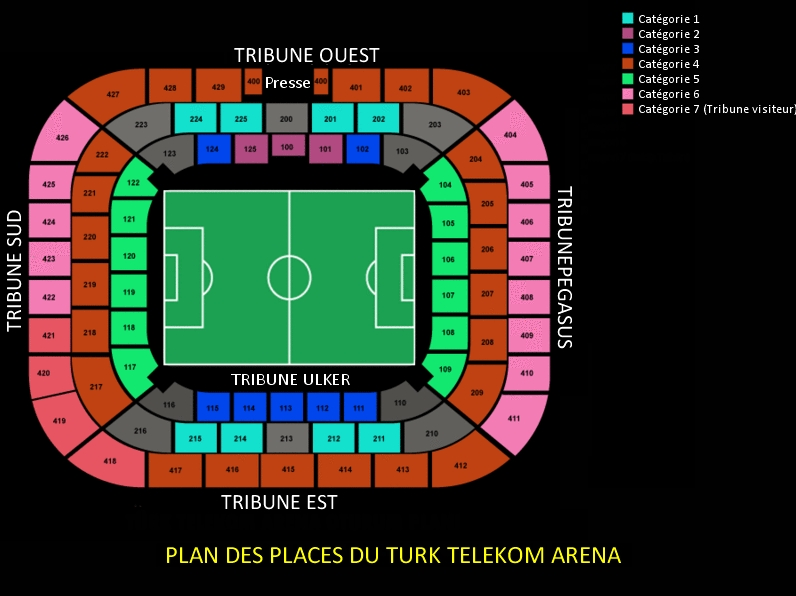
Plan des places du Turk Telekom Arena

## Emplacements réservés pour les personnes handicapées
Dans le stade, pour les personnes handicapées il y a 88 places dans la tribune Sud, 29 places dans la tribune Est, 30 places dans la tribune Nord (Pegasus) et 29 places dans la tribune Ouest. Pour accéder à ces places pour handicapés, les entrées et les sorties sont aménagées de façon confortable afin que ces personnes puissent circuler en toute tranquillité. De plus il y a aussi des toilettes plus accessibles à ces personnes dans toutes les tribunes. Ensuite il y a aussi des places de parking pour les personnes handicapées dans la partie Sud du stade.

## Transports en commun
Le Nef Stadium est desservie par la ligne M2 du métro d'Istanbul qui relie Şişhane (district de Beyoğlu) à Yenikapı via la place Taksim.

## Galerie

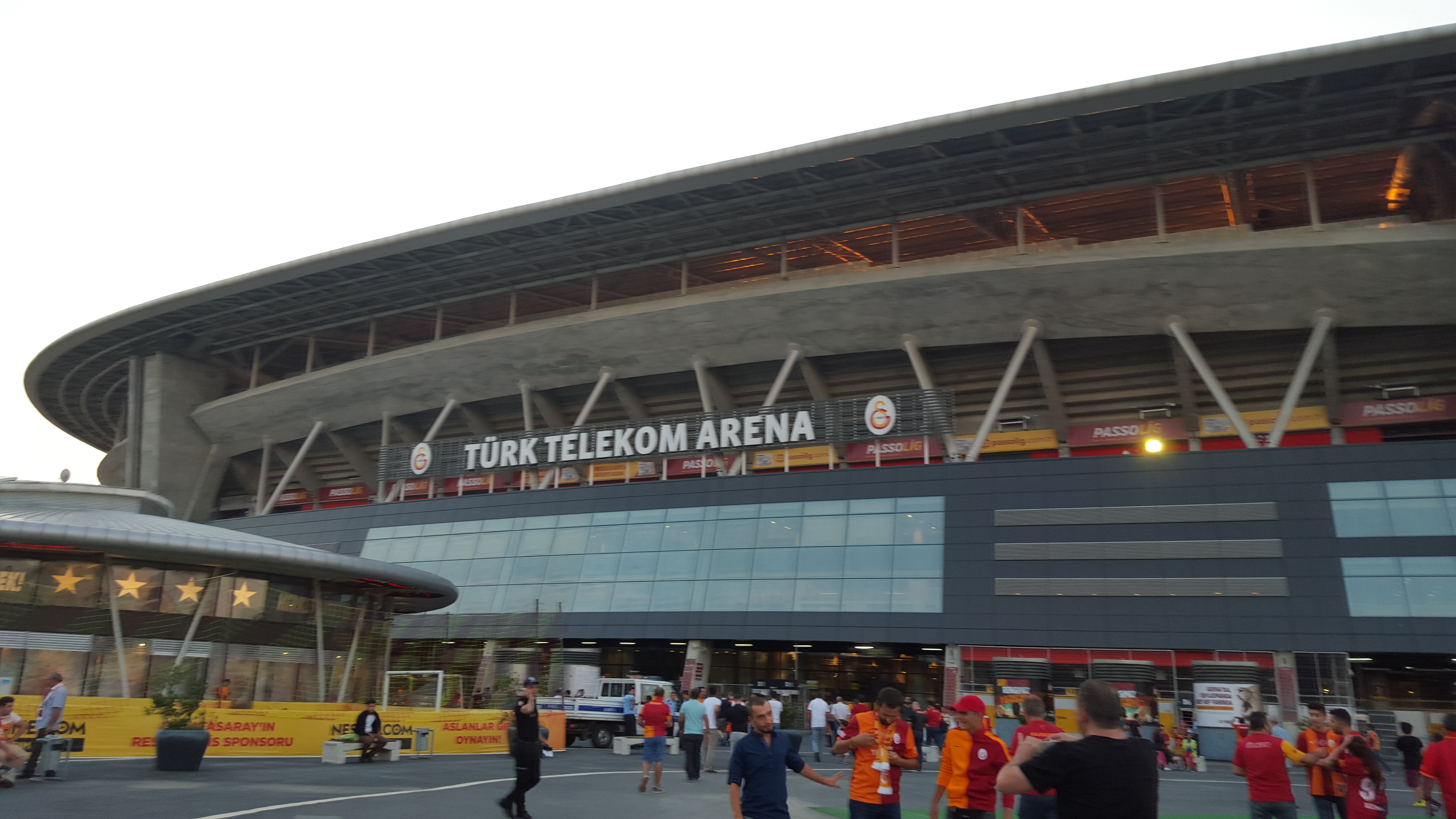
Façade
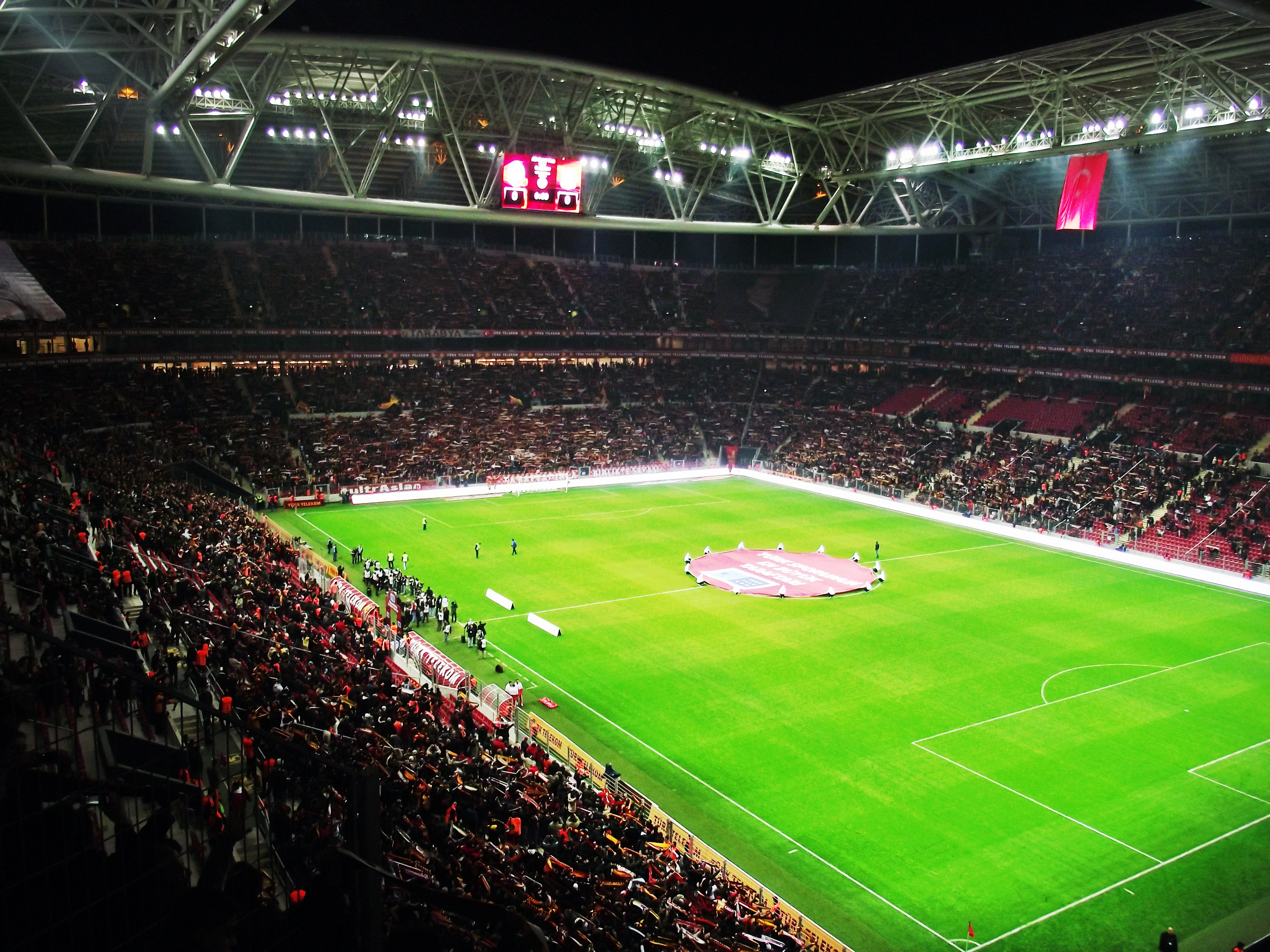
Intérieur du stade
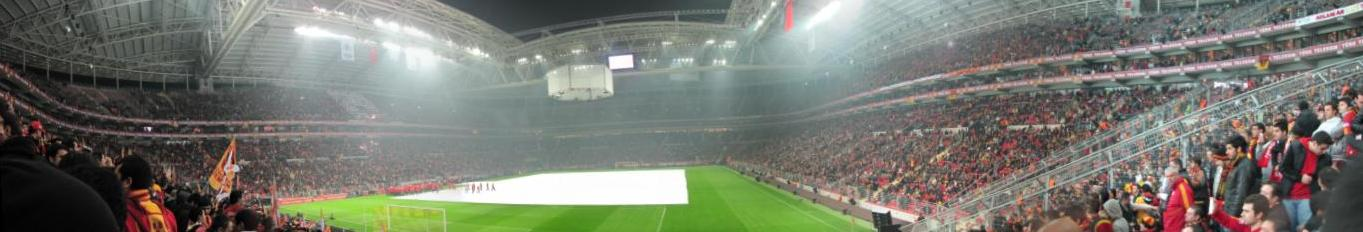
Panorama intérieur
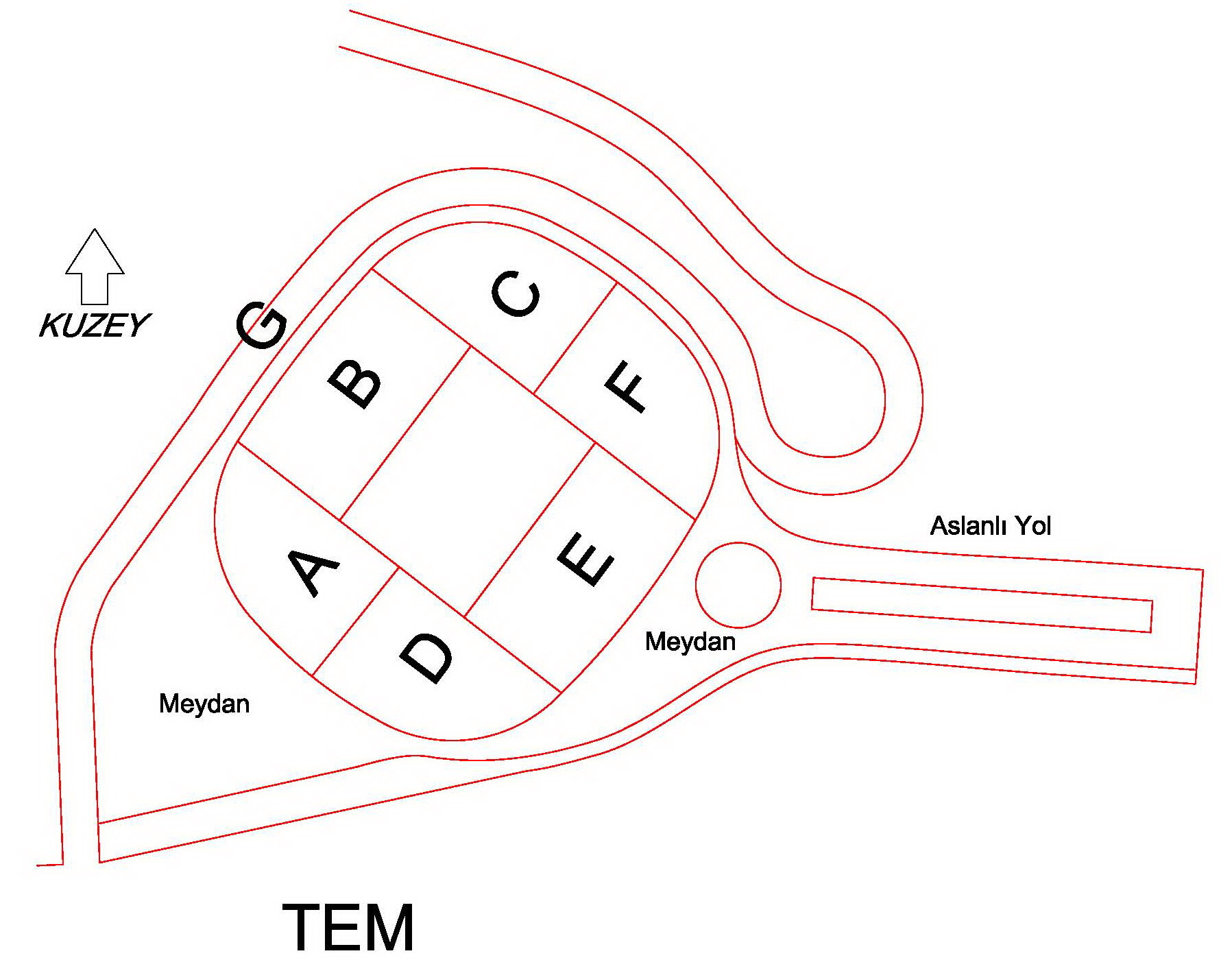
Plan